# Die Sims 4
Die Sims 4 ist eine Lebenssimulation, die von Maxis entwickelt und Electronic Arts verlegt wird. Es handelt sich um den vierten Hauptteil der Sims-Reihe und den Nachfolger zu Die Sims 3 (2009). Das Videospiel ist am 2. September 2014 in Nordamerika für Windows erschienen, am 4. September auch in Europa. Später folgten Versionen für macOS, PlayStation 4 und Xbox One. Der Titel erhielt gemischte Kritiken.
Im Oktober 2022 wurde der Nachfolger Die Sims 5 angekündigt. Die Sims 4 ist seitdem kostenfrei spielbar.

## Neuerungen
In Die Sims 4 stehen vor allem die positiven und negativen Emotionen der Spielfiguren im Mittelpunkt. Diese spiegeln sich nun in Mimik, Gestik und verfügbaren Interaktionen der Sims wider. Beeinflusst werden die Emotionen durch die Umgebung, erlebte Ereignisse, Interaktionen mit Objekten und den Austausch mit anderen Sims. Die Sims besitzen jederzeit eine Emotion und können durch sie auch bestimmte Interaktionen durchführen oder Fähigkeiten besser erlernen.
Die bereits aus den Vorgängerspielen bekannten kreativen Tools wurden in Die Sims 4 vor allem in ihrer Bedienbarkeit überarbeitet. So wurden beispielsweise fast alle Schieberegler im Erstelle-einen-Sim-Modus, kurz CAS, entfernt. Der Spieler wählt nun mit der Maus direkt die Körperpartien aus, die er durch Bewegung verändern kann. Im Baumodus wurde ein neues System integriert, das automatisch Räume erkennt. Diese Räume können vergrößert oder verkleinert, gedreht, verschoben und kopiert werden. Neu sind zudem unterschiedliche Wandhöhen.
Die künstliche Intelligenz der Spielfiguren wurde dahingehend weiterentwickelt, dass vor allem ihre Wegfindung verbessert wurde. Die Sims sind nun auch multitaskingfähig und können bis zu drei Aktionen gleichzeitig ausführen.
Das Spiel setzt weiterhin auf einen offline spielbaren Einzelspieler-Modus, besitzt jedoch freiwillige Onlinekomponenten. Eine permanente Internetverbindung ist nicht erforderlich. Erstmals gibt es direkt im Spiel eine integrierte Online-Galerie, über die Spieler selbst erstellte Haushalte, Grundstücke und Räume hochladen bzw. herunterladen können. Ein Origin-Account und eine Internetverbindung werden für die Nutzung der Galerie (außer der Bibliothek) vorausgesetzt. Seit Januar 2015 gibt es die Galerie im Internet und als App für iOS und Android.

## Veröffentlichung
Die Sims 4 wurde am 19. August 2013 auf der Gamescom angekündigt und im Live-Stream den neuen Erstelle-einen-Sim vorgestellt. Außerdem wurden neue Spielszenen auf der EA-Pressekonferenz gezeigt. Am 2. September 2014 wurde Die Sims 4 in Nordamerika veröffentlicht. In Europa, Australien und Asien wurde das Spiel zwei Tage später am 4. September und in Großbritannien am 5. September veröffentlicht. Im ersten Monat wurde das Spiel laut BIU in Deutschland über 100.000 Mal verkauft.
Am 17. November 2017 erschien Die Sims 4 für Playstation 4 und Xbox One.
Seit dem 18. Oktober 2022 ist das Basisspiel kostenlos zum Download verfügbar.

## Editionen
Die Sims 4 ist in fünf verschiedenen Versionen erschienen, welche alle unterschiedliche Inhalte bieten. Die Standardversion ist mit dem Release von Die Sims 4 in Europa am 4. September 2014 erschienen und beinhaltet lediglich das Grundspiel.
- Die Limited Edition, die nur im Vorverkauf erwerbbar war, beinhaltet das Basisspiel Die Sims 4 und das Zusatzpaket Partykracher. Darin sind eine Tiki-Bar sowie zusätzliche Party-Kostüme enthalten. Vorbesteller des Online-Shops Amazon und des Spiele-Shops Gamestop.de bekommen zusätzlich den Die-Sims-4-Soundtrack.[15]

- Die Sims 4 Digital Deluxe wird nur über die Internet-Vertriebsform Origin des Publishers Electronic Arts vertrieben. Sie beinhaltet, wie die Limited Edition, das Zusatzpaket Partykracher und das Paket Partynacht. Letzteres fügt dem Spiel eine Laser-Show, zusätzliche Partys, Outfits, Dekorationen und Rezepte hinzu. Außerdem bekommen alle Käufer der Digital Deluxe Edition den Die-Sims-4-Soundtrack.[16] Die Digital Deluxe-Version lässt sich auch nachträglich als kostenpflichtiges Upgrade hinzufügen.[17]

- Die Sims 4 Premium Edition beinhaltet ebenso das Basisspiel, die beiden Zusatzpakete Partynacht und Partykracher und ein Creator’s Guide, welches Tipps und Tricks zum Spiel und einen Einblick in die Planung von Die Sims 4 in Form von Skizzen bietet.[18]

- Die Sims 4 Collector’s Edition ist die umfangreichste aller Editionen. Sie beinhaltet alle Zusatzinhalte der anderen Versionen sowie einen interaktiven USB-Stick in Form eines Plumbobs, dem Die-Sims-4-Diamanten, hergestellt von SteelSeries.[19] Der USB-Plumbob kann mit dem Spiel verbunden werden und wechselt je nach Laune des Sims seine Farbe.[20]

- Die Sims 4 Legacy Edition ist eine ältere Version des Spiels. Sie existiert seit 2019 und ist für alle Geräte verfügbar, die nicht den aktuellen Systemanforderungen von Die Sims 4 entsprechen. Mit dieser Edition ist es nicht mehr möglich, Erweiterungen, die nach dem Jahre 2019 erschienen zu erwerben. Außerdem ist der Zugriff auf die Galerie nicht mehr möglich. Die Sims 4 Legacy Edition ist nicht nötig, wenn das Gerät den aktuellen Systemanforderungen entspricht. Sie hat nichts mit den anderen Editionen gemein und ist kostenlos erhältlich, sofern man Die Sims 4 gekauft hat.

## Zusatzinhalte

### Erweiterungspakete
Am 30. September 2014 deutete Electronic Arts ein Update an, das Geister in Die Sims 4 implementieren würde. Tatsächlich wurden einen Tag danach Geister und neue Star-Wars-Kostüme in einem von drei angekündigten Gratis-Updates Update veröffentlicht. Außerdem wird das Spiel in unregelmäßigen Abständen mit neuen Features versorgt und verbessert. Einen Monat später, am 4. November 2014, wurde das zweite Gratis-Update veröffentlicht. Darin wurden Pools und dazugehörige Badekleidung hinzugefügt. So ist das Bauen ebenso einfach und Sims können zum ersten Mal am Beckenrand sitzen und sich unterhalten.
Am 16. Dezember 2014 ist das dritte Gratis-Update erschienen. Hinzugefügt wurden zwei neue Karrieremöglichkeiten (Business und Sportler) und Festtagsdekor. Anlässlich des 15. Geburtstag der Sims-Reihe kehrte am 3. Februar 2015 in einem weiteren Gratis-Update der Stammbaum zurück. Zeitgleich zur Veröffentlichung des 1. Erweiterungspack Die Sims 4 An die Arbeit! wurde der Kellerbau aus Die Sims 3 in einem Update hinzugefügt.
Am 3. Juni 2015 wurde eine neue kostenlose Welt namens Newcrest angekündigt und erschien am 11. Juni 2015. Sie beinhaltet drei Nachbarschaften mit insgesamt 15 leeren Grundstücken. Viele Spieler haben sich größere Grundstücke bzw. eine größere Welt gewünscht, da die vorhandenen Welten begrenzt und zu klein sind. Am 9. Juli 2015 erschien ein weiteres Update, welches Halbwände aus Die Sims 3 Late Night und abschließbare Türen hinzugefügt wurden. Im selben Monat wurde das erste Bundle-Pack veröffentlicht, welches das Gameplaypack Wellness-Tag und die Accessoirepacks Luxus-Party- und Sonnenterrassen-Accessoires enthält.
Vor der Veröffentlichung von Coole Küchen Accessoires wurden am 6. August 2015 Spülmaschinen in einem Gratis-Update eingefügt. Am 3. November 2015 erschien wiederum ein Update, welches den Handwerker als Service in das Spiel einbaut. Am 10. Dezember 2015 erschien das zweite Erweiterungspack Zeit für Freunde, das dem Spiel eine neue Welt sowie eine Gruppenerstellungsfunktion hinzufügte. Am 13. November 2016 wurde das Erweiterungspack Großstadtleben veröffentlicht. Danach kam am 6. Dezember 2016 Vintage-Glamour heraus. Am 12. Januar 2017 wurden Kleinkinder ins Spiel mit einem Gratis-Update hinzugefügt. Am 13. November 2020 wurde das Erweiterungspack Ab ins Schneeparadies veröffentlicht. Am 22. Juli 2021 wurde das Erweiterungspack Landhausleben veröffentlicht.

### Gameplay-Packs
Die kostenpflichtigen Gameplay-Packs sind eine Mischung aus den bekannten Accessoires-Packs und Erweiterungspacks, die ausschließlich zum Download angeboten werden, sind aber auch in den Bundles enthalten. Die Gameplay-Packs sollen ein Mittelweg aus den Accessoire-Packs und vollwertigen Erweiterungspacks darstellen und kosten regulär 19,99 €. So enthalten sie neben neuen Outfits und Objekten auch neue Interaktionen und Spielfeatures. Zudem stellen die Gameplay-Packs eine neue Form der Zusatzpakete dar, die die Entwickler bei Die Sims 4 erstmals anbieten.

### Bundle-Packs
Bundle-Packs sind eine Zusammenfassung von einem Gameplay-Pack und zwei Accessoires-Packs. Sie ermöglichen, dass diese rein digitalen Erweiterungen auch außerhalb von Origin erhältlich sind und stehen als DVD-Box auch im normalen Handel zur Verfügung. Diese DVD-Boxen enthalten einen Download-Code, mit dem die drei enthaltenen Spiele via Origin heruntergeladen werden können (Code in a Box).

### Gratispacks
Im Dezember 2014 erschien das kostenlose Bonuspack Fröhliches Feiertags-Pack, das einige weihnachtliche Dekorationsgegenstände wie einen Tannenbaum, Geschenke etc. enthält. Das Pack ist wie alle anderen im Origin-Store erhältlich.
Ebenfalls in der Übersicht aller erhältlichen Packs auf der Startseite des Spiels ist die Kreischgitarre des Schnitters aufgeführt. Man erhält sie bei der Anmeldung zum Sims-Newsletter.

## Rezeption
GameStar bewertete das Computerspiel für PC 2014 mit 77 %. Dabei wurde das als spaßig bezeichnete Spiel auch mit dem Vorgänger verglichen, vor allem hinsichtlich der gestrichenen Features im Verhältnis zu den Neuerungen: „Wenn es Sims 3 nicht gäbe, wäre Sims 4 ein tolles Spiel. Doch so bleibt der fade Beigeschmack, dass wir hier weniger kriegen als früher.“ Bei einer Neubewertung im Jahr 2015 wurde die Punktzahl auf 79 % erhöht, da seit dem ersten Test einige im Vorgänger vorhandene Features wie Keller, Gespenster, Pools und Spülmaschinen durch Maxis per Update nachgeliefert wurden. Bis Anfang 2019 konnte das Spiel über 1 Milliarde Dollar Umsatz erwirtschaften.

### Auszeichnungen
Die Sims 4 wurde 2014 vom Games-Gütesiegel mit der Auszeichnung „pädagogisch wertvoll“ und dem Label „Kreativität“ ausgezeichnet.
| Jahr | Auszeichnung                      | Kategorie                              | Ergebnis  | Quelle |
| ---- | --------------------------------- | -------------------------------------- | --------- | ------ |
| 2014 | NAVGTR Awards                     | Game, Simulation                       | Gewonnen  | [ 41 ] |
| 2014 | Guild of Music Supervisors Awards | Best Music Supervision in a Video Game | Nominiert | [ 42 ] |
| 2020 | Steam Awards                      | Zurücklehnen und Entspannen            | Gewonnen  | [ 43 ] |

## Belege
1. ↑  Géraldine Hohmann: Die Sims 5 angekündigt: EA zeigt erste Bilder aus Project Rene. In: GameStar. 18. Oktober 2022, abgerufen am 20. Oktober 2022.
2. ↑  Die Sims 4 – Komplettlösung für Einsteiger – Tipps zu Emotionen, Wohnung, Job, pcgames.de, 16. September 2014.
3. ↑  What is the Sims 4 Create A Sim (CAS) demo? Abgerufen am 29. September 2021.
4. ↑  Die Sims 4 – Test: Genialer Baukasten, fehlende Features, PC Games, 6. September 2014.
5. ↑  Tobias Ritter: Die Sims 4 – Offline spielbar und ohne DRM-Maßnahmen. In: Gamestar. 21. August 2013, abgerufen am 30. Oktober 2022.
6. ↑  Die Sims – Die Galerie – Offizielle Website
7. ↑  Die Sims 4 – Neue Mobile-App für iOS und Android
8. ↑  Die Sims 4 Streams von der Gamescom 2013 – EA Pressekonferenz und Live-Gameplay (Memento des Originals vom 7. November 2014 im Internet Archive)  Info: Der Archivlink wurde automatisch eingesetzt und noch nicht geprüft. Bitte prüfe Original- und Archivlink gemäß Anleitung und entferne dann diesen Hinweis., Sims4.eu
9. ↑  Maxis Unveils The Sims 4. In: EA News. Electronic Arts, 6. Mai 2013, abgerufen am 20. August 2013 (englisch).
10. ↑  Die Sims 4 kommt am 2. September
11. ↑  Die Sims 4 ist ab dem 4. September erhältlich, EA News
12. ↑  BIU: Verkaufsauszeichnungen für Destiny, FIFA 15 und Die Sims 4
13. ↑  Die Sims 4: Konsolenversion kommt – Let's Game. Archiviert vom Original (nicht mehr online verfügbar) am 29. Juli 2017; abgerufen am 27. Juli 2017.
14. ↑  Die Sims 4 Standard Version. Sims4.eu, archiviert vom Original (nicht mehr online verfügbar) am 13. August 2014; abgerufen am 12. August 2014.  Info: Der Archivlink wurde automatisch eingesetzt und noch nicht geprüft. Bitte prüfe Original- und Archivlink gemäß Anleitung und entferne dann diesen Hinweis.
15. ↑  
Die Sims™ 4 Limited Edition. thesims.com, archiviert vom Original am 13. August 2014; abgerufen am 12. August 2014.
16. ↑  
Die Sims™ 4 Digital Deluxe. thesims.com, abgerufen am 12. August 2014.
17. ↑  Die Sims 4 Digital Deluxe-Upgrade. bei Origin. Abgerufen am 7. Juni 2020.
18. ↑  Die Sims 4 Premium Edition. Sims4.eu, archiviert vom Original (nicht mehr online verfügbar) am 13. August 2014; abgerufen am 12. August 2014.  Info: Der Archivlink wurde automatisch eingesetzt und noch nicht geprüft. Bitte prüfe Original- und Archivlink gemäß Anleitung und entferne dann diesen Hinweis.
19. ↑  Die Sims 4 Collector’s Edition. Sims4.eu, archiviert vom Original (nicht mehr online verfügbar) am 13. August 2014; abgerufen am 12. August 2014.  Info: Der Archivlink wurde automatisch eingesetzt und noch nicht geprüft. Bitte prüfe Original- und Archivlink gemäß Anleitung und entferne dann diesen Hinweis.
20. ↑  
Sven Wernicke: Die Sims 4 Sammler-Edition mit leuchtender Plumbob-Statue. gaminggadgets.de, 20. August 2013, abgerufen am 12. August 2014.
21. ↑  Die Sims 4 – Serie von kostenlosen Content-Patches angekündigt
22. ↑  Die Sims 4: Kostenloses Pool-Update veröffentlicht
23. ↑  Die Sims 4 veröffentlicht kostenloses Update mit neuen Karrieren
24. ↑  Update: Neues Die Sims 4 Update: Stammbäume & Valentinstag
25. ↑  Die Sims 4: Neues Update lässt euch Keller bauen
26. ↑  „Neues gratis Update fügt Die Sims 4 neue Welt hinzu“
27. ↑  www.techtimes.com nur auf Englisch
28. ↑  Die Sims 4: Outdoor-Leben – Erstes Gameplay-Pack angekündigt. In: PC Games. Abgerufen am 18. November 2016.
29. ↑  Die Sims 4 Bundle 1 ab heute verfügbar
30. ↑  Electronic Arts: Möchtest du mit der Kreischgitarre des Schnitters abrocken? 17. August 2016, abgerufen am 7. Juni 2020.
31. ↑  The Sims 4 Reviews. In: OpenCritic. Abgerufen am 12. Juli 2023 (englisch).
32. ↑  Alexander Bohn-Elias: Die Sims 4 - Test: Bereit für einen Neuanfang? In: Eurogamer. Abgerufen am 16. Juli 2023.
33. ↑  Ashley Reed: The Sims 4 review. In: GamesRadar+. 10. September 2014, abgerufen am 16. Juli 2023 (englisch).
34. ↑  Kallie Plagge: The Sims 4 Review. In: IGN. 2. September 2014, abgerufen am 16. Juli 2023 (englisch).
35. ↑  Miranda Sanchez: The Sims 4 Xbox One and PlayStation 4 Review. In: IGN. 23. November 2017, abgerufen am 16. Juli 2023 (englisch).
36. ↑  Griffin McElroy: The Sims 4 review: Skin deep. In: Polygon. 10. September 2014, abgerufen am 16. Juli 2023 (englisch).
37. ↑  Die Sims 4 Test (PC) – Gut, aber nicht gut genug. In: GameStar. Abgerufen am 18. November 2016.
38. ↑  Die Sims 4 Test (PC) – Keller runter, Wertung rauf? In: GameStar. Abgerufen am 18. November 2016.
39. ↑  EA Earnings (Q3 FY19): The Sims 4 Crosses $1 Billion in Lifetime Revenue. In: SimsVIP.com. 5. Februar 2019, abgerufen am 8. Februar 2019.
40. ↑  Die Sims 4 erhält das Gütesiegel „pädagogisch wertvoll“ und das Label „Kreativität“. Electronic Arts, 2. November 2014, abgerufen am 7. Juni 2020.
41. ↑  2014 Winners | NAVGTR. Abgerufen am 17. Mai 2021 (amerikanisches Englisch).
42. ↑  5th Annual Guild of Music Supervisors Awards. Abgerufen am 17. Mai 2021 (englisch).
43. ↑  The Steam Awards: Winners. Abgerufen am 17. Mai 2021.